# Hrlica
Hrlica es un municipio del distrito de Revúca en la región de Banská Bystrica, Eslovaquia, con una población estimada a final del año 2024 de 55 habitantes.
Se encuentra ubicado al este de la región, en la cuenca hidrográfica del río Sajó —un afluente derecho del río Tisza— y cerca de la frontera con la región de Košice.

## Demografía
| Año        | 1994 | 2004     | 2014    | 2024     |
| ---------- | ---- | -------- | ------- | -------- |
| Población  | 102  | 79       | 82      | 55       |
| Diferencia |      | −22,54 % | +3,79 % | −32,92 % |

| Año        | 2023 | 2024    |
| ---------- | ---- | ------- |
| Población  | 56   | 55      |
| Diferencia |      | −1,78 % |